# Gasreus

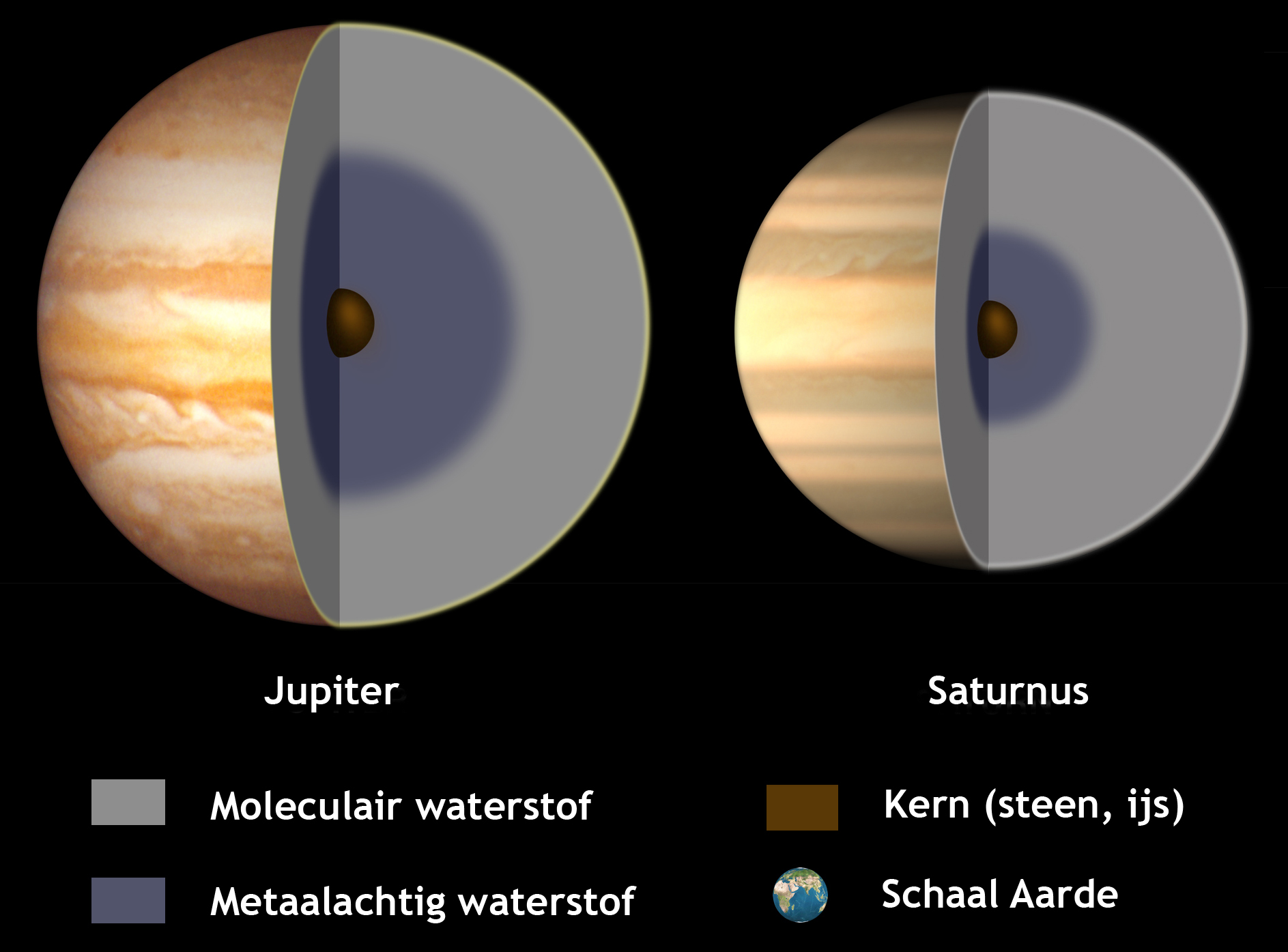
Afbeelding van opengewerkte gasreuzen in het zonnestelsel

De term gasreus wordt in de astronomie gebruikt voor een planeet die voornamelijk uit gassen bestaat. 
In het zonnestelsel bevinden zich twee gasreuzen, de planeten Jupiter en Saturnus. Zoals de terrestrische planeten Aardse planeten genoemd worden, worden gasreuzen ook wel Joviaanse planeten genoemd. De benaming 'Joviaans' betekent letterlijk op Jupiter gelijkend en is afgeleid van Iovis, de genitivus van de Latijnse naam  'Jupiter', de Romeinse oppergod. Voorheen werden Uranus en Neptunus ook tot de gasreuzen gerekend, maar tegenwoordig worden deze twee planeten in een aparte subgroep ingedeeld, de ijsreuzen.

## Kenmerken
Kenmerken van de twee gas-reuzen in het zonnestelsel (Jupiter en Saturnus) zijn:
- beide zijn gasvormig
- beide hebben ringen
- hun banen liggen ver van de zon en ver van elkaar verwijderd
- ze hebben veel manen
- ze hebben een kleinere dichtheid dan de terrestrische planeten
- ze hebben een grotere massa dan de terrestrische planeten, maar kleiner dan die van een bruine dwerg.

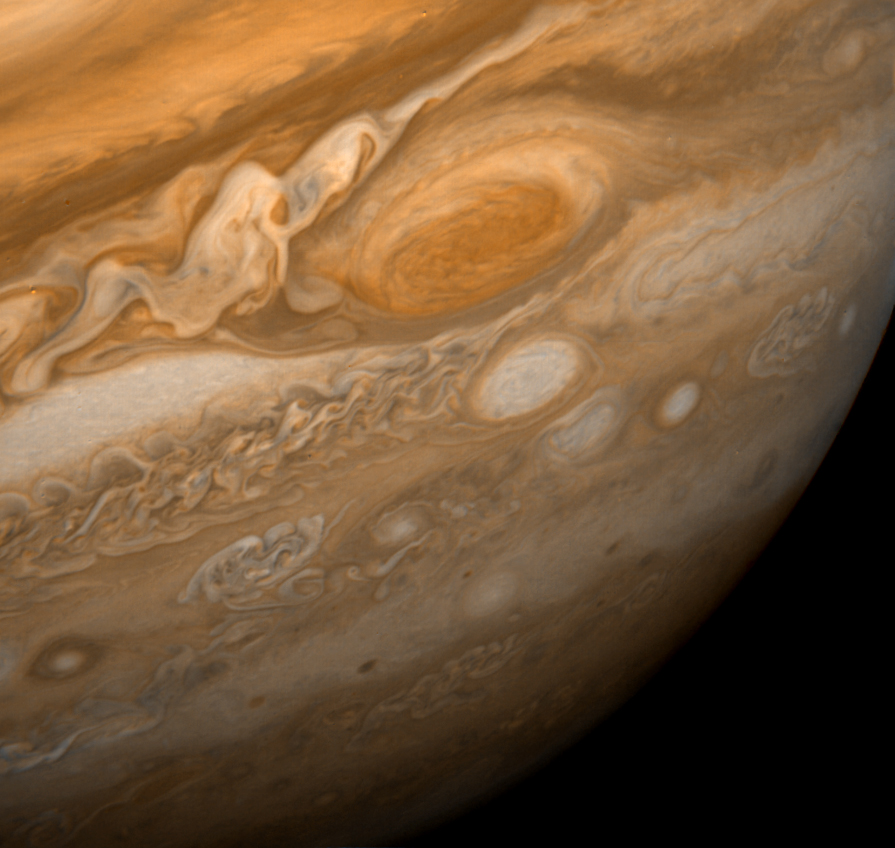
De grote rode vlek op Jupiter

## Ontstaan
Gasreuzen ontstonden, net als de andere planeten in het zonnestelsel, door accretie van stof en ijs in de zonnenevel. Omdat ze verder van de zon afstaan was de temperatuur er lager dan op de, dichter bij de zon gelegen, terrestrische planeten. Daardoor kon er relatief meer gas condenseren voordat de protoster ontbrandde, zodat de gasreuzen een grotere hoeveelheid gas uit de protoplanetaire nevel naar zich toe trokken en vasthouden.
Ongeveer 1 miljoen jaar na het ontstaan van de accretieschijf begon de zonnewind te blazen, die al het overgebleven gas uit het zonnestelsel verdreef. Verder van de zon dan Neptunus kunnen dan ook geen gasreuzen meer voorkomen, daar was het gas al verdreven voordat het tot de vorming van reuzenplaneten kon komen.

## Samenstelling
Qua samenstelling lijken Jupiter en Saturnus erg op elkaar. Onderzoek heeft aangetoond dat beide planeten bestaan uit een kleine kern van silicaten en metaal, met daar omheen een dikke mantel van metallische waterstof, die een goede geleider van elektrische stroom is, en daarboven een laag moleculaire waterstof. Dankzij de mantel van metallische waterstof beschikken zij over een sterk magnetisch veld.
De samenstelling van de kleinere ijsreuzen Uranus en Neptunus is totaal verschillend van de beide gasreuzen. De ijsreuzen bestaan uit een relatief grotere kern van silicaten en metaal, en een dunnere mantel van waterstof, methaan en ammoniak.

## Atmosfeer
Net als bij sommige terrestrische planeten hebben ook de gasreuzen een atmosfeer, alleen is de overgang tussen planeet en atmosfeer veel minder duidelijk; men kan het verschil slechts "zien" door de temperatuurverschillen. In de atmosfeer van de gasreuzen zijn ook wolkenpatronen met vele kleuren (door verschillende aanwezige chemische stoffen). Stormen op de gasreuzen kunnen eeuwenlang duren, zoals de bekende Grote rode vlek op Jupiter, een storm die al minstens 300 jaar onafgebroken woedt. In de vlek komen elektrische ontladingen voor die 100 keer zo sterk zijn als de bliksem op aarde. Doorgaans wordt als oppervlak van een gasreus de zichtbare buitenkant van de atmosfeer van de planeet gehanteerd.

## Exoplaneten
Planeten die momenteel bij andere sterren ontdekt worden (exoplaneten) waren vaak gasreuzen. Dit gegeven is het direct gevolg van de beperkingen van de techniek, omdat met de huidige methoden gasreuzen het eenvoudigst te ontdekken zijn. Men onderscheidt Hete Jupiters en Excentrische Jupiters.
Langzaam aan worden echter ook meer niet-gasreuzen bij andere sterren ontdekt.